# Danaë (planetka)
(61) Danaë je planetka nacházející se v hlavním pásu asteroidů. Její průměr činí asi 82 km. Byla objevena 9. září 1860 německo-francouzským astronomem H. Goldschimdtem.